# Весенний фестиваль в Спасо-хаусе
Весе́нний фестива́ль в Спа́со-ха́усе (англ. «Spring Festival at Spaso House») — приём, который состоялся в ночь с 23 на 24 апреля 1935 года в Спасо-хаусе — резиденции американского посла в Москве. На нём присутствовало около 500 приглашённых и сотрудников американского дипломатического корпуса. Как утверждал секретарь посольства, это были «все, кто имел значение в Москве, кроме Сталина». Доктор философии по славянской филологии и кандидат психологических наук Александр Эткинд особо выделял три группы приглашённых на фестиваль: большевики-интеллектуалы, высшее армейское командование и театральная элита. Организатором мероприятия выступил первый посол США в СССР в ранге специального помощника государственного секретаря США (с 1933 по 1936 годы) Уильям Кристиан Буллит, непосредственные хлопоты по украшению Спасо-хауса и организации программы праздника приняли на себя сотрудник посольства Чарльз Тейер и супруга одного из дипломатов Ирена Моник Уайли.
Елена Булгакова утверждала, что под впечатлением от Весеннего фестиваля её супруг — советский писатель Михаил Булгаков создал новый вариант 23-й главы романа «Мастер и Маргарита», над которым он тогда работал, получивший известность под названием «Великий Бал у Сатаны». Исследователи творчества Булгакова по-разному относятся к данному утверждению. Среди тех, кто затрагивал в своих работах данную проблему, доктора филологических наук Алексей Варламов, Мариэтта Чудакова, Ирина Белобровцева, доктор философских наук Светлана Кульюс, доктор филологических и кандидат исторических наук Борис Соколов, кандидат филологических наук Лидия Яновская, доктор философии по истории Майкл Казелла-Блэкберн и другие.
29 октября 2010 года американский посол в России Джон Байерли устроил приём в «ознаменование 75-й годовщины бала в Спасо-хаусе, который вдохновил Михаила Булгакова». В 2024 году относительно Весеннего фестиваля в Спасо-хаусе произошёл обмен репликами между официальным представителем Министерства иностранных дел Российской Федерации, кандидатом исторических наук Марией Захаровой и послом США В Российской Федерации Линн Трейси. Тему Весеннего фестиваля неоднократно поднимали российские средства массовой информации, иногда добавляя отдельные подробности, отсутствовавшие в воспоминаниях, письмах и дневниковых записях его организаторов и гостей.

## Подготовка Весеннего фестиваля
Встречаются две датировки проведения праздничного приёма в резиденции американского посла в 1935 году. В частности, на официальном сайте самого Посольства США в Москве он датируется ночью с 23 на 24 апреля 1935 года. В книгах же доктора филологических наук и кандидата исторических наук Бориса Соколова, например, утверждается, что приём в Спасо-хаусе происходил ночью с 22 на 23 апреля. Название Спасо-хаус носит здание резиденции американского посла в Москве. Само мероприятие официально называлось «Весенний фестиваль». На нём присутствовало около 500 приглашённых и сотрудников американского дипломатического корпуса. Как утверждал секретарь посольства, это были «все, кто имел значение в Москве, кроме Сталина». Доктор философии по славянской филологии и кандидат психологических наук Александр Эткинд выделял среди приглашённых на фестиваль три группы: большевики-интеллектуалы, высшее армейское командование и театральная элита. Организатором мероприятия выступил первый посол США в СССР в ранге специального помощника государственного секретаря США (с 1933 по 1936 годы) Уильям Кристиан Буллит. Первоначально назначение его послом было воспринято советским партийным и государственным руководством с удовлетворением. С начала 1934 года, однако, отношения Буллита с советским руководством стали ухудшаться, что подтверждают тексты его опубликованных докладов в Вашингтон. В переписке с Государственным департаментом и президентом Франклином Делано Рузвельтом посол называл Сталина «кавказским бандитом», а о Советском Союзе отзывался как об олицетворении зла.
Секретарь американского посольства Чарльз Тейер писал в своих воспоминаниях «Медведи в икре», что время бурной светской жизни иностранных дипломатов в 1930-е годы в Москве начиналось ранней осенью и продолжалось до поздней весны. Летом же светская жизнь замирала и ограничивалась только отдельными приёмами. Американские дипломаты долгое время держались в стороне и включились в неё только после приезда в Москву Буллита. Он посетил несколько званых вечеров, концертов и балов в ряде дипломатических представительств, но сильного впечатления они на Буллита не произвели.
Супруга американского дипломата Джона Купера Уайли Ирена Уайли в своих воспоминаниях отмечала, что именно в 1935 году после убийства Сергея Кирова, руководителя ленинградской парторганизации, члена Политбюро, Оргбюро и Секретаря ЦК ВКП(б), 1 декабря 1934 года произошло резкое обострение напряжённости в СССР. До этого времени сотрудники американского посольства, по её словам, «часто и свободно» встречались с советским гражданами. Теперь контакты были ограничены и жёстко контролировались. Это резкое изменение жена советника американского посольства Ирена Уайли описывала как «железный занавес», опущенный Сталиным. В условиях охлаждения отношений между двумя странами и описанных Уайли в её воспоминаниях репрессий этого времени, коснувшихся в том числе советских политиков и дипломатов, с которыми она сама была хорошо знакома, проведение Весеннего фестиваля мемуаристка охарактеризовала так: «Это был один из редчайших случаев, более редкий и ценный, чем американский журавль (англ. «the whooping crane», в дословном переводе „журавль-крикун“), когда идеологические разногласия и коммунистическая ненависть (англ. «Communist hates were») растворились в атмосфере веселья и дружбы». Сделанная Уайли оценка настроений советских граждан совпадает с фрагментом письма Уильяма Буллита президенту США, отправленного 1 мая 1935 года: «в эмоциональном плане Москва далеко не такое уж приятное место. Террор, всегда имевший место, дошёл до такой степени, что как самые незначительные из москвичей, так и самые видные из них находятся в страхе. Почти никто не осмеливается контактировать с иностранцами, и это не беспочвенный страх, а правильное ощущение реальности».
Доктор философии по истории Майкл Казелла-Блэкберн попытался найти место для Весеннего фестиваля в общем контексте повседневной жизни Москвы того времени. Для этого он использовал письма Буллита, относящиеся к весне 1935 года. Посол отмечал двойственную атмосферу в столице. Бесспорным было эмоциональное напряжение, господствовавшее в стране. В то же время продолжались недавно начавшиеся матчи по поло и бейсболу между красноармейцами и американскими дипломатами. Буллит писал: «Советский Союз развивается быстрее, чем когда-либо прежде… экономическая ситуация становится всё лучше и лучше, а люди всё больше и больше приспосабливаются к коммунизму»; «Москва стала более приятным местом, чем в это же время в прошлом году. Метро построено. Кварталы старых зданий превращены в улицы и площади, улучшено мощение улиц». С точки зрения американского исследователя, проведение Весеннего фестиваля было попыткой посла оживить ночную жизнь столицы. В записи же устных воспоминаний Елены Булгаковой, сделанной литературоведом Верой Чеботарёвой, супруга писателя утверждала, что Уильям Буллит ежегодно давал приём к американскому национальному празднику [сам он не был указан] и мероприятие 23 апреля являлось одним из таких приёмов.
В соответствии с рекомендациями, которые Уильям Кристиан Буллит оставил сотрудникам посольства, уезжая на зиму 1934—1935 года в Вашингтон для политических консультаций, будущее мероприятие должно было «превзойти всё, что видела Москва до или после Революции». Свои ожидания, по словам Чарльза Тейера, он выразил фразой «The sky’s the limit» (по утверждению Ирены Уайли, эта фраза присутствовала в телеграмме Буллита, направленной сотрудникам посольства из Вашингтона, а не была сказана в личной беседе). В принятом издателями русском переводе она означает: «Я тебя ничем не ограничиваю», дословно же: «Небо — это предел». Бал был приурочен к возвращению Буллита в Москву и должен был состояться на третий день после этого события. За его подготовку отвечали секретарь американского посольства Чарльз Тейер и Ирена Уайли. Именно Уайли предложила название для приёма — Фестиваль весны. Оплачивал расходы на подготовку бала сам Буллит.
Ирена Уайли впоследствии писала, что мечтала оформить и поставить балет, но подготовка вечеринки показалась ей гораздо более захватывающей. Она признавалась, что все проблемы, появившиеся в связи с её подготовкой, ей помог решить студенческий опыт, когда вечеринки приходилось организовывать с минимальными затратами. Организатора фестиваля Чарльза Тейера сама Ирена Уайли охарактеризовала как молодого человека с необъятным воображением и «наполеоновским презрением» к слову «невозможно». На совещании причастных к подготовке фестиваля было принято решение использовать в оформлении зелёный (листья деревьев и трава), белый (ягнята и петухи) и золотой (в него было решено покрасить рога и копыта животных, а также несущие конструкции клеток для птиц) цвета.
Ирена Уайли отмечала, что, в Европе или Америке подготовка подобного мероприятия не представляла бы собой никакой проблемы, но в Москве пришлось столкнуться с серьёзными трудностями: ни в магазинах, ни на рынках (англ. «nothing  in the shops, nothing in the market») ничего не было. Единственная проблема, которую, по её словам, удалось быстро решить, — доставка тысяч луковиц тюльпанов из Голландии. Тейер же писал, что тюльпаны для бала сначала пытались найти на территории Советского Союза, а затем закупили в Финляндии. Однако приобретены были уже срезанные тюльпаны и встала проблема их сохранения до начала праздника. Она была решена с помощью прохладной кладовки. Тейер писал о необычных холодах в СССР в апреле 1935 года — за десять дней до бала в Московской области ещё не появились даже почки на деревьях, не распускались цветы. По утверждению Тейера, специально заказанный самолёт был отправлен в Крым с целью любыми средствами привезти такие цветы, какие он сможет разыскать. Перелёт оказался безуспешен. Ещё холоднее, чем в Москве, оказалась погода в Тифлисе, куда вслед за Крымом отправился лётчик. Уайли же писала в мемуарах только о телеграммах в Крым и на Кавказ, ничего не упоминая о полётах туда специально нанятого лётчика. Речь, к тому же, шла не о цветах, а о распустивших листья берёзках. Во время самого праздника рядом с тюльпанами были скрытно размещены крохотные электрические вентиляторы. Они заставляли цветы покачиваться, как на ветру.
По утверждению Тейера в книге «Медведи в икре», он уже имел опыт организации развлечений в столице. На предыдущем приёме в резиденции посла участвовал приглашённый им дрессировщик Владимир Дуров, демонстрировавший цирковые номера с тремя тюленями. Тюлени жонглировали мячиками, поднимались и спускались по лесенке и даже играли рождественскую мелодию на гармошке. Когда дрессировщик напился, тюлениха Люба проникла сначала в буфетную, а затем и в кухню, где принялась опрокидывать ведёрки с углём, мусорные вёдра и кухонную мебель. Ирена Уайли настаивала, что и в этот раз непременными участниками приёма должны стать животные. Она планировала разместить скотный двор в миниатюре в углу танцевального зала. Планировалось взять на время несколько ягнят, приобрести определённое количество полевых цветов и разместить берёзки в горшках. Некий колхоз согласился предоставить напрокат овечек, но выяснилось, что их запах остро ощущается даже в просторном помещении для танцев. Попытки отмыть их или опрыскивать духами в ходе репетиций фестиваля не принесли ожидаемого результата. Уайли связывала эту проблему с тем, что запрос в колхоз был на ягнят, а вместо них прислали овец. Она лично мыла шесть овец в ванной комнате и на основе собственного опыта приняла решение, что никогда не повторит эту процедуру. Несколько лучше, по словам Тейера, обстояло дело с экспериментами над молоденькими козочками, но даже их присутствие приводило к дискомфорту в бальной зале (англ. «atmosphere was pretty heavy»). Директор Московского зоопарка предложил горных козочек (у Уайли это просто дюжина обычных козочек), от которых, по его словам, меньше пахнет. Для них был выстроен миниатюрный скотный двор на платформе у буфетного стола. Уайли писала, что с позолоченными рогами и копытами, прыгающие и играющие на небольшой, обустроенной и огороженной площадке, козочки были чрезвычайно декоративны.
Чтобы добиться ощущения прихода весны, Уайли предложила взять из зоопарка «хотя бы одно новорождённое дикое животное». Остановились на медвежонке из Московского зоопарка. На приёме с ним, по настоянию директора зоопарка, постоянно находилась сотрудница зоопарка. Помня о выходке пьяного Владимира Дурова, Тейер согласился с этим требованием, но потребовал прислать трезвенницу. Организаторы праздника приготовили для медвежонка детскую бутылочку с соской, а также подготовили настил, на котором была часть ствола дерева с ветками. По нему медвежонок мог карабкаться или отдыхать на нём. Директор зоопарка был настолько заинтригован подготовкой к приёму в резиденции посла, что каждый раз, когда в зоопарке рождались звери, звонил в посольство, информируя: «Мадам Уайли, у меня есть кое-что для вашей вечеринки!» Речь шла о детёныше жирафа, затем о волчонке, детёныше ламы и «каких-то других диковинных животных». Ирена Уайли писала, что, к её сожалению, пришлось отказаться от них всех, поскольку её муж Джон Купер Уайли, являвшийся сотрудником посольства, занял, по словам супруги, «необоснованную, но твёрдую позицию» против дальнейшего появления диких животных на вечеринке.
Уайли также настояла на присутствии на бале дюжины белых петухов. Птиц разместили в стеклянных клетках вдоль стен обеденного зала. Сами стеклянные клетки были изготовлены плотником из стёкол, вставленных в изъятые для этой цели полки для полотенец из комнат сотрудников посольства. Это вызвало их недовольство. В ходе праздника, однако, были разбиты только 1—2 полки, остальные были возвращены их владельцам. Уайли также предложила застеклить пол в столовой, закачать воду под стекло и разместить в импровизированном аквариуме прямо под ногами гостей множество тропических рыб и других морских обитателей. Гости должны были танцевать прямо на аквариуме. Этот план оказался отвергнут всеми участниками подготовки праздника, даже Чарльзом Тейером. Он неодобрительно высказался по поводу воды и рыбы прямо на полу бальной залы Спасо-хауса. Спустя десятилетия Ирена Уайли написала в воспоминаниях: «Возможно, он был прав».
Наиболее сложными для решения оказались проблемы устройства берёзового леса в бальном зале и зелёного луга на столе в столовой. Для этого построили специальный стол размером 10 х 1,5 ярда. Вдоль стола через 2—3 фута стояли лотки для пока ещё не купленных цветов. Между лотками располагались буфетные блюда, предназначенные для пока не приобретённой травы. Проблема с полевыми цветами для бального зала также была ещё не решена. Её решил некий, оставшийся не упомянутым по имени в книге воспоминаний Тейера, режиссёр Камерного театра Александра Таирова. Он предложил нарисовать их на стекле и проецировать на мраморные стены. Проекторы были взяты на время у Камерного театра (театр даже отменил в этот день спектакль), для росписей стекла был нанят свободный художник. Оживить росписи были призваны находившиеся в вольере дикие птицы, взятые напрокат в Московском зоопарке. Вольер представлял собой позолоченную рыболовную сеть, намотанную между двумя колоннами в бальном зале. В результате переговоров с зоопарком были выбраны «зебровые амадины» (англ. «zebra finches»). Впоследствии выяснилось, что они могут проскользнуть через отверстия рыболовной сети.
Для музыкального сопровождения были наняты джаз-бэнд из Чехословакии (Елена Булгакова в своём дневнике утверждала, что оркестр был из Стокгольма), гастролировавший в 1935 году в Москве, а также цыганский оркестр с танцовщиками. Цыгане разместились в личных аппартаментах Тейера в резиденции посла. В последние дни перед началом фестиваля было решено разместить на втором этаже Спасо-хауса «кавказский шашлычный ресторан» с грузинским оркестром и танцором с саблями. Для ресторана была использована садовая мебель, предварительно выкрашеная в зелёный цвет. Краска не успела просохнуть. Несколько американских дипломатов испортили свои костюмы и демонстрировали впоследствии Тейеру открытую враждебность.
Для решения проблемы берёзок, травы и цветов организаторы праздника, по словам Тейера, обратились к специалистам с отделения ботаники биологического факультета Московского государственного университета. Они посоветовали вырастить полевой цикорий на мокром войлоке и выкопать некоторое количество берёзок, поместив их в тёплую комнату на несколько суток. Цикорий вырастили на покрытом мокрым войлоком полу внутреннего дворика Спасо-хауса, а берёзки распустили листочки в туалете. Обе проблемы были решены за день-два до Весеннего фестиваля. Несколько по другому описывала эти события Уайли. По её словам, сосны и ели, которые предлагались вместо берёз, были отвергнуты как «слишком грустные и зимние». Положение спасла солнечная лампа Уильяма Буллита. Было выкопано с корнем около десятка молодых берёзок. Их поместили в ванну посла и поставили в непосредственной близости солнечную лампу. Прямо в день вечеринки, по утверждению Уайли, «деревья послушно распустились прекрасными зелёными листьями». Решение проблемы с проращиванием травы Уайли приписывала самой себе, утверждая, что вовремя вспомнила, как в отдельных областях Польши готовят овёс для украшения пасхального стола. Там его высевали на мокрую марлю. Свой рассказ о том, как «застелили пол в туалете посольства ярдами и ярдами мокрой марли, рассыпали семена цикория и стали ждать» результата, Уайли сопроводила буддийским афоризмом: «Ни одно растение не умрёт, каждое семя вырастет». Семена проросли, трава для декорации стола имела изумрудно-зелёный цвет.
- Флора и фауна на приёме в Спасо-хаусе 24 апреля 1935 года
- Горная козочка в Венесуэле
- Амадин
- Играющие медвежата
- Белый петух
- Тюльпан простой
- Цикорий (на столе в столовой присутствовала только трава без цветов)
- Молодая берёзка
- Красная роза (упоминается Еленой Булгаковой)
- Овечка (упомянута Еленой Булгаковой)
- Самец фазана (упомянут Чарльзом Тейером)
- Попугай (упомянут Чарльзом Тейером)

## Проведение Весеннего фестиваля
По воспоминаниям Чарльза Тейера, фестиваль начался с того, что посол Буллит и советник Уайли «в белых бабочках, фраках и белых перчатках», расположившиеся под люстрой в бальном зале в ожидании гостей, принялись гоняться за одним из амадинов, проскользнувшим сквозь позолоченную сетку, в тщетной попытке его поймать. Вслед за этим посол втянулся в спор с подошедшей на бал одной из первых супругой наркома иностранных дел СССР Максима Литвинова английской писательницей Айви Лоу о классовой природе скотного двора в Спасо-хаусе. Айви настаивала, что это — колхоз, и в доказательство этого взяла одну из козочек себе на колени и не выпускала её на протяжении всего праздника. Попытка американских дипломатов убедить её, что это — «совершенно ординарный капиталистический скотный двор», успеха не принесли. Ирена Уайли так прокомментировала эту ситуацию: «Госпожа Литвинова, жена министра иностранных дел, всю ночь страстно прижимала к своей пышной груди одного из козлят».
Гости съезжались в Спасо-хаус к полуночи. Среди наиболее крупных, с точки зрения Чарльза Тейера, фигур присутствовали члены Политбюро народный комиссар обороны СССР Климент Ворошилов, народный комиссар путей сообщения СССР и одновременно председатель Комиссии партийного контроля ВКП(б) Лазарь Каганович, главный редактор газеты «Известия» Николай Бухарин, военачальники начальник Штаба РККА Александр Егоров, заместитель наркома обороны Михаил Тухачевский, инспектор кавалерии РККА Семён Будённый, известный публицист, заведующий Бюро международной информации ЦК ВКП(б), а также заведующий международным отделом газеты «Известия» Карл Радек (в отличие от других, он был в туристском костюме). Присутствовал также нарком просвещения Андрей Бубнов (он был одет в костюм защитного цвета). Всего собралось около 500 человек. Был и известный осведомитель, «наше домашнее ГПУ», как называла его супруга Андрея Бубнова, бывший барон Борис Штейгер.
Среди помещений Спасо-хауса самым впечатляющим, по мнению Ирены Уайли, во время праздника была столовая: столы с травой и покачивающиеся тюльпаны, петухи в стеклянных клетках по всей комнате, козы, гарцующие в одном углу, спящий медвежонок в другом, белые берёзы кружевными узорами вдоль белых стен. Бальный зал с мраморными стенами, сам по себе «унылый и строгий», был расцвечен проецируемыми на стены цветами. Рыболовные сети, покрашенные под золото и пропитанные клеем, были растянуты вокруг четырёх огромных мраморных колонн в конце зала. Импровизированная клетка была наполнена сотнями маленьких амадинов. За позолоченной сеткой весело пели и летали птички. Лампы в бальном зале были выключены, но на потолке зажглась луна, окружённая небесными созвездиями. Хаос воцарился, когда начались танцы: «Усатый генерал Будённый, казак и последний великий вождь кавалерии в истории, своим центром тяжести почти касаясь пола, скрестив руки на груди и работая ногами, как поршни паровоза, танцевал трепак». Звуки оркестра и яркий свет напугали птиц — их охватила «душераздирающая паника», они на протяжении часов бились о сетку грудью, а многие вырвались из клетки на свободу.
Когда всё было готово к началу фестиваля, были сброшены покрывала с клеток со стёклами для петухов (Александр Эткинд отнёс это событие к трём часам ночи), что должно было заставить их кукарекать, но только один из них, по утверждению Тейера, оправдал ожидания организаторов. Впечатление присутствующим испортил другой петух, сумевший выбить дно клетки и перелетевший на блюдо фуа-гра, доставленное накануне из Страсбурга. С чужих слов Тейер пересказывал ещё одну историю, случившуюся на фестивале. Медвежонок с бутылкой молока в лапах забрался на спину Карла Радека. Журналист отнял у него бутылку и сунул медвежонку в лапы бутылку с шампанским, на которую предварительно натянул соску (по утверждению же Ирены Уайли, Радек налил шампанское в бутылку медвежонка). Медвежонок успел сделать несколько глотков прежде, чем отбросил бутылку. Александр Егоров, заметив медвежонка, взял его на руки и положил на плечо, как делают с младенцами, когда «тем нужно срыгнуть после еды». Когда в зале появился Чарльз Тейер, то он увидел увешанный орденами и орденскими планками мундир Егорова, залитый рвотой медвежонка, а также суетящихся вокруг него официантов, пытающихся привести мундир в приличное состояние с помощью носовых платков и чашек для ополаскивания рук. Кричавший и ругавшийся военачальник со скандалом покинул здание резиденции посла, но спустя время (по словам Уайли, всего через час) вернулся в новом кителе, со смехом заявив: «Дети есть дети, даже если они медведи». В интерпретации Уайли, ситуация развивалась по другому: Егоров «нежно посмотрел» на медвежонка, которого держал в своих объятиях, но тот обделал (англ. «unhousebreak») парадный генеральский мундир военачальника.
Елена Булгакова, приглашённая на бал вместе с мужем, отмечала, что все мужчины-участники фестиваля были во фраках, только несколько были в пиджаках или смокингах. Она писала в своём дневнике, что приглашение из посольства им поступило 29 марта, особо в нём оговаривалось, что гости должны быть во фраках или чёрных пиджаках. На момент получения приглашения у Михаила Булгакова ни того, ни другого ещё не было (доктор филологических наук Мариэтта Чудакова утверждала, что в оригинальной дневниковой записи этот фрагмент отсутствовал, и Елена Булгакова вписала его уже в 1950-е годы по памяти). Писатель пришёл на бал в чёрном костюме (специально к фестивалю для него была приобретена хорошая английская ткань, а в дополнение к ней — чёрные туфли и чёрные шёлковые носки). На супруге писателя было «вечернее платье исчерна-синее с бледно-розовыми цветами». Супруги прибыли к двенадцати часам. Их встречали в вестибюле военный атташе Филипп Рис Файмонвилл (на момент фестиваля подполковник, впоследствии бригадный генерал) и секретарь американского посольства Чарльз Юстис Боулен. Елена Булгакова отмечала присутствие на фестивале большого числа деятелей советской культуры: директора и художественного руководителя Второго МХАТа Ивана Берсенева с супругой — актрисой и режиссёром этого же театра Софьей Гиацинтовой, художественного руководителя и главного режиссёра Государственного театра имени Всеволода Мейерхольда, народного артиста СССР Всеволода Мейерхольда и его супруги — актрисы, первой жены Сергея Есенина Зинаиды Райх, директора и художественного руководителя МХАТ, народного артиста СССР Владимира Немировича-Данченко со своим личным секретарём и одновременно секретарём дирекции МХАТа Ольгой Бокшанской, создателя и художественного руководителя Камерного театра Александра Таирова с супругой — актрисой Алисой Коонен, писателя и драматурга Александра Афиногенова.
- Гости на приёме в Спасо-хаусе 24 апреля 1935 года
- Климент Ворошилов, 1937
- Лазарь  Каганович, 1930-е
- Николай Бухарин, до 1930
- Андрей Бубнов, между 1920 и 1930
- Александр Егоров
- Михаил Тухачевский, до 1937
- Семён Будённый, 1930-е
- Карл Радек, между 1927 и 1935
- Иван Берсенев, между 1937 и 1939
- Софья Гиацинтова, 1946
- Всеволод Мейерхольд
- Зинаида Райх, 1937
- Михаил Булгаков, 1928
- Елена Булгакова, 1928
- Владимир Немирович-Данченко, 1937
- Александр Таиров, около 1920
- Алиса Коонен, до 1917
- Ольга Лепешинская в партии Китри, 1940
- Максим Литвинов, 1937
- Айви Лоу (Литвинова), 1920-е
- Хусейн Васиф Чинар, 1920-е

Елена Булгакова отмечала, что ужин проходил в специально пристроенной к посольскому особняку столовой, где были расставлены отдельные столики. В углах столовой в специальных отсеках находились козлята, овечки, медвежата. По стенкам были развешаны клетки с петухами, «часа в три заиграли гармоники и петухи запели». Булгакова определила стиль, использованный организаторами фестиваля, как «стиль рюсс». В шашлычной на втором этаже подавали красное вино, на первом — шампанское. Супруги пытались покинуть фестиваль в три часа ночи, но американцы отпустили их только в шесть часов утра. Супругов отвезли на посольском кадиллаке, Елена Булгакова получила на прощанье огромный букет тюльпанов от Чарльза Боулена. По другому о завершении праздника писала в своих мемуарах Ирена Уайли. По её утверждению, когда наступило утро, то петухи начали дружно кукарекать, но гости не ушли: «Было девять часов, когда последние из них неохотно стали выходить на улицу».
Последним событием фестиваля, отмеченным Чарльзом Тейером, стал грузинский танец (Александр Эткинд определил его как лезгинку, а время этого события как 9.00), исполненный Михаилом Тухачевским в 10 часов утра следующего дня в паре с незадолго до этого получившей широкую известность балериной Большого театра Ольгой Лепешинской. В 10.30 удалились последние гости. Среди них оказались турецкий посол Хусейн Васиф Чинар и заведующий Отделом печати и информации НКИД СССР Константин Уманский. Только после этого Тейер, как он признавался в воспоминаниях, решился сам выпить бокал шампанского. Отловив вырвавшихся на свободу фазанов и попугаев, а также часть амадинов, он лёг спать, но вскоре вынужден был явиться к послу, который устроил ему разнос за вновь вырвавшихся на свободу амадинов. Прибывший из Московского зоопарка птицелов признался, что не в состоянии выловить разлетевшихся птиц привычными для него методами. Тейер был вынужден собрать прислугу посольства и, выключив освещение в доме, открыть окна. У каждого окна находилась яркая лампа для привлечения амадинов. Прислуга обходила комнату за комнатой, с помощью веников и подушек выгоняя птиц, чтобы они летели на свет ламп. На окончательное освобождение помещений от мелких птиц ушло около трёх часов. По другому об этом писала Ирена Уайли: «В течение нескольких дней резиденция посла была заполнена летающими амадинами. Парчовая мебель была покрыта их помётом…».
Чарльз Тейер признавался, что Весенний фестиваль стал последним праздником, организация которого была ему доверена. Сам Буллит, однако, писал президенту США Франклину Делано Рузвельту 1 мая 1935 года: «это был чрезвычайно удачный приём, весьма достойный и в то же время весёлый… Безусловно, это был лучший приём в Москве со времени Революции». Ему вторила Ирена Уайли: «Конечно, никогда раньше и, вероятно, никогда в будущем не сможет Советский Союз так прекрасно проводить время», «это была, пожалуй, самая весёлая вечеринка, когда-либо устраивавшаяся в Москве».
Александр Эткинд в книге «Толкование путешествий: Россия и Америка в травелогах и интертекстах» (2022) сопоставлял особенности Весеннего фестиваля с эстетикой романа «Великий Гэтсби» американского писателя Фрэнсиса Скотта Фицджеральда (позднее она, по мнению исследователя, была увековечена в Диснейлендах). Эткинд отмечал, что Владимир Набоков охарактеризовал эту эстетику русским словом «пошлость» (англ. «poshlust»), считая его непереводимым на другие языки. Фестиваль весны в Спасо-хаусе, по словам Эткинда, пересаживал американскую пошлость «на совершенно неподходящую почву русской трагедии» — на нём жертвы развлекались вместе с палачами, при этом гибель в короткое время ждала и тех и других. Булгаков оказался одним из немногих оставшихся в живых гостей фестиваля.
Политолог Патрик Вайль в книге «Безумец в Белом доме: Зигмунд Фрейд, посол Буллит и утраченная психобиография Вудро Вильсона» (2023) подробно рассказывает о вечеринке 24 апреля 1935 года (в книге сделана опечатка — Весенний фестиваль датирован не 1935, а 1915 годом). Исследователь утверждает: «именно на балу Булгаков познакомился с бароном Штайгером, одним из самых известных советских информаторов». Вайль пишет далее: «В Белом доме по поводу бала был большой энтузиазм. Рузвельт попросил Мисси Лиханд прислать Буллиту газетную вырезку „Москва надевает цилиндр“ (англ. «Moscow Goes High Hat»), в которой отмечалось, что „смиренные слуги пролетариата пришли в полных вечерних костюмах. Там носили красивые платья… Это была самая шикарная вечеринка, которую Москва видела со времён Революции“». В конечном итоге, утверждал Патрик Вайль, всё же Весеннему фестивалю не удалось установить дружеские личные отношения между американскими дипломатами и советскими официальными лицами. Целый ряд факторов, среди которых исчезновение советских граждан и гонения на советских деятелей культуры, с которыми посол был хорошо знаком, опасение американских дипломатов за собственное будущее, провал переговоров, которые велись по поводу долгов России перед США, измотали Уильяма Буллита. В качестве доказательства Патрик Вайль приводит факт: Буллит и так привык ложиться спать достаточно рано, но теперь ему приходилось отдыхать ещё и после обеда по два часа, чтобы восстановить свои силы.

## Фестиваль весны и «Великий Бал у Сатаны» в «Мастере и Маргарите»
Елена Булгакова утверждала, что под впечатлением от Фестиваля весны её супруг написал новый вариант 23-й главы своего романа «Мастер и Маргарита», получивший известность под названием «Великий Бал у Сатаны». Самой ей больше нравился более ранний вариант этого эпизода, который она называла «малым балом». В нём события происходили в спальне Воланда (в комнате Степана Лиходеева). По утверждению Елены Булгаковой, писатель даже был вынужден уничтожить старый вариант, когда жена вышла из дома.
Александр Эткинд был не согласен с такой точкой зрения: «Что же касается Бала Сатаны в „Мастере и Маргарите“, то он и вовсе кажется не имеющим отношения к американскому Фестивалю весны, задуманному скорее в стиле „Великого Гетсби“ Ф. Скотта Фицджеральда». Булгаков делает акцент только на одной категории гостей бала Сатаны — «лиц, совершивших преступления на сексуальной почве». При этом «нагие и прекрасные грешницы являются на Великий Бал вместе со своими совратителями и насильниками». Вместе с тем исследователь отмечал, что хотя мало «политических преступников пришло в этот раз на Бал Сатаны, они зашли сюда с современной московской улицы». Среди последних Эткинд угадывает уполномоченного Коллегии Наркомпроса по внешним сношениям Бориса Штейгера и наркома внутренних дел Генриха Ягоду, по его собственным словам во время суда, пытавшегося отравить своего заместителя Николая Ежова.
Эткинд отмечал, что в описаниях Весеннего фестиваля Елены Булгаковой и Чарльза Тейера практически ничто не напоминает «Великий Бал у Сатаны». Однако, несколько мелких деталей всё же сходятся:
- Шум крыльев, раздававшийся несколько раз за вечер, соответствует, по мнению исследователя, множеству птиц, позаимствованных Тейером из Московского зоопарка. Они вылетели из своих клеток и разлетелись по всему зданию.
- Приключения пилота, которого в поисках цветов для бала американцы отправили в Крым, на Кавказ, а затем в Хельсинки, напоминают путешествие Лиходеева.
- Фрак дирижёра, упомянутый Еленой Булгаковой, соотносится с «невиданным по длине фраком дивного покроя», который носил, однако, в Варьете, а не на Великом балу, Воланд. Упоминание фрака, как считает Эткинд, отсутствовало в дневнике Булгаковой, написанном по ходу событий. Он был вписан уже в начале 60-х годов, когда она редактировала дневник. Обычно это объясняется тем, что в 1935 году супруга писателя не предполагала, что Булгаков в романе «Мастер и Маргарита» опирается на события, происходившие на Весеннем фестивале. Когда же она работала над редакцией дневника, это ей было уже известно и она «извлекала из памяти полузабытые штрихи, некогда не привлёкшие её внимания».

Александр Эткинд писал, что Булгакова не столько фиксировала происходившее у неё на глазах, сколько пыталась задним числом объяснить «некий факт, известный ей по рассказу мужа, но непонятный и потому остановивший внимание при переработке дневника». Булгаков, по предположению исследователя, в ходе обсуждения с супругой вопроса о том, какой из вариантов «Бала у Сатаны» оставить в романе, провёл параллель между «Великим Балом у Сатаны» и Весенним фестивалем. Параллель эта осталась непонятной Елене Булгаковой. Эткинд предпринял попытку доказать, что в некоторой степени Уильям Буллит (хотя и не только он) стал прототипом Воланда в романе.
Доктор филологических наук Алексей Варламов в биографии Булгакова, вышедшей в 2008 году в серии «Жизнь замечательных людей», также чрезвычайно осторожен в оценке влияния Весеннего фестиваля на роман писателя. Он готов лишь признать праздник «апогеем» встреч Булгакова с сотрудниками американского посольства. Высказанную Эткиндом версию, что прототипом Воланда стал американский посол Уильям Буллит, Варламов оценил так: она «представляется нам на свой лад не лишённой рационального начала». Сразу вслед за этим биограф, однако, привёл краткий пересказ и даже отдельные цитаты из работы американского исследователя творчества Булгакова кандидата филологических наук Александра Долинина, в которых опровергаются тесные отношения посла и писателя, а попытка соотнесения Воланда и Буллита названа «дилетантской охотой за прототипами». Кроме этого Долинин обвинил Эткинда в прямой фальсификации одного из высказываний Буллита, которое булгаковед использовал для доказательства правильности этой гипотезы.
Предельно краток в описании сходства Фестиваля весны и Бала Сатаны кандидат филологических наук Павел Спиваковский в статье «Кровь барона в „Мастере и Маргарите“ (булгаковский роман как „антисоветское“ произведение)». По его мнению, лишь интерьер дома, где происходит бал у Воланда, напоминает интерьер Спасо-хауса
Булгаковед Леонид Паршин обобщил свидетельства очевидцев и документы и сделал вывод, что Весенний фестиваль имеет прямое отношение к описанному Булгаковым Балу Сатаны. В качестве прямых совпадений в описаниях он отметил: множество тюльпанов, гости и принимающая сторона облачены во фраки, живые птицы и гармоники, «шипящее на раскалённых углях мясо» — шашлыки, танцы. В статье американского журналиста Питера Бриджеса «Спасо-хаус» отмечены певчие неодомашненные птицы, летавшие под потолком после приёма. В «Мастере и Маргарите» упоминается шум крыльев разлетевшихся попугаев. Статью сопровождали фотографии, на которых легко можно увидеть гигантский вестибюль, коллонаду, огромные размеры помещения. Практически совпадает название мероприятия — Весенний бал у Буллита и «весенний бал полнолуния» у Булгакова. Убийство Азазелло барона Майгеля, с точки зрения Паршина, соответствует обстоятельствам жизни и смерти тайного агента НКВД барона Бориса Штейгера (доверенного лица председателя Правительственной комиссии по руководству Большим и Художественным театрами Авеля Енукидзе), в обязанности которого входило подслушивание разговоров сотрудников американского посольства. Впервые это установил канадский исследователь жизни и творчества писателя Энтони Колин Райт в книге «Михаил Булгаков. Жизнь и интерпретации», вышедшей в 1978 году в Торонто.
По утверждению доктора филологических и кандидата исторических наук Бориса Соколова, «в романе реальные приметы обстановки резиденции американского посла сочетаются с деталями и образами отчётливо литературного происхождения». К их числу он относил воспоминания второй супруги писателя Любови Белозерской о выступлениях в балетной труппе мюзик-холла «Фоли-Бержер» в Париже (в них присутствуют обнажённые женщины одновременно с одетыми мужчинами), статью из Энциклопедического словаря Брокгауза и Ефрона о розах в этнографии, литературе и искусстве (словарь был в личной библиотеки писателя), «Северную (первую героическую)» симфонию Андрея Белого, повесть экономиста Александра Чаянова «Венедиктов, или Достопамятные события жизни моей», некоторые другие литературные произведения, публикации в прессе или устные свидетельства современников. Соколов считал, что увиденный Булгаковым на Весеннем фестивале Николай Бухарин, к которому писатель «испытывал смешанные чувства презрения и жалости», стал в романе «Мастер и Маргарита» «превращённым в борова „нижним жильцом“» — «Николай Иванович, видный в луне до последней пуговки на серой жилетке, до последнего волоска в светлой бородке клинышком». Бородка клинышком, светлые волосы, старомодный сюртук бросались в глаза Бухарина современникам на празднике в Спасо-хаусе.
Выводы Соколова были оспорены кандидатом филологических наук Лидией Яновской. Её критику, в частности вызвало отождествление Николая Ивановича в романе и Николая Бухарина из-за выдуманного «сходства в одежде». Значительная часть информации, приводимой в книге Соколова, с точки зрения Яновской, является демонстрацией собственной эрудиции исследователя и вообще не имеет отношения к Булгакову и не сопровождается убедительной аргументацией. Оспорила исследовательница и якобы установленное Соколовым сходство в одежде персонажа и его прототипа. Елена Булгакова упоминает, что на Бухарине во время приёма был сюртук (который подразумевает обязательное присутствие рукавов), в то время как на Николае Ивановиче в романе одета жилетка (на которой рукава отсутствуют). В действительности отождествление Николая Бухарина и Николая Ивановича в романе Булгакова было установлено впервые не Соколовым, а значительно раньше доктором филологических наук Борисом Гаспаровым в очерке «Из наблюдений над мотивной структурой романа М. А. Булгакова „Мастер и Маргарита“». Сначала он был опубликован в виде научной статьи («Slavica Hierosolymitana», III, Jerusalem, 1978), а затем вошёл в состав сборника «Литературные лейтмотивы. Очерки по русской литературе XX века», вышедшего в издательстве «Наука» в 1993 году.
Подтверждала присутствие впечатлений от праздника в Спасо-хаусе в Бале Сатаны и доктор филологических наук Мариэтта Чудакова. С её точки зрения, с впечатлениями от Фестиваля весны связаны в романе бальный зал с колоннами из «желтоватого искрящегося камня», «стены» белых тюльпанов и японских камелий, красных, розовых и белых роз, «белые груди и чёрные плечи фрачников», «шампанское, вскипающее пузырями» в трёх бассейнах, впечатляющая лестница, покрытая ковром, присутствие на балу попугаев, шимпанзе, белых медведей, «игравших на гармониках и пляшущих камаринского». Согласны с такой точкой зрения авторы книги «Роман М. Булгакова „Мастер и Маргарита“. Комментарий» доктор филологических наук Ирина Белобровцева и доктор философских наук Светлана Кульюс. Буллита они называли одним из прототипов Воланда, Бориса Штейгера — прототипом барона Майгеля, источником фразы «фрак или чёрный пиджак» они считают приглашение супругам Булгаковым на Весенний фестиваль. Отмечают они и другие детали романа, являющиеся отражением праздника.
Кандидат исторических наук Евгения Пядышева назвала влияние приёма в апреле 1935 года в Спасо-хаусе на роман «Мастер и Маргарита» «очень интересной городской легендой», которую приняли на вооружение некоторые исследователи творчества Булгакова. В статье «Усадьба Второва в Спасопесковском переулке» (2012) она подробно рассказывает об истории и интерьерах здания резиденции американского посла, но её терминология (Большой зал, прямоугольная и овальная гостиная) не соотносится с названиями, используемыми в своих воспоминаниях Тейером и Уайли (столовая, бальный зал).
Кандидат исторических наук Вера Райкова выступила с докладом «„Великий бал у сатаны“ в романе „Мастер и Маргарита“ и американское посольство в Москве: историко-литературоведческий анализ» на Междисциплинарном семинаре по истории взаимовосприятия культур «Россия и мир». Вывод, сделанный докладчицей: «Сравнительно-сопоставительный анализ текста булгаковского романа „Мастер и Маргарита“ и исторических свидетельств (переписка посла У. Буллита с президентом США Ф. Д. Рузвельтом, воспоминания американских дипломатов Ч. Тэйера, Ч. Боулена, Дж. Кеннана, дневник Е. С. Булгаковой и др.) позволяет сделать вывод о том, что именно роскошный приём в Spaso House стал прообразом одной из ключевых сцен романа — великого бала у сатаны».
Доктор филологических наук Людмила Сараскина в книге «Литературная классика в соблазне экранизаций. Столетие перевоплощений» (2018) отмечала, что установление Советской власти исключило из литературных произведений описание бала, так как в ходе классовой борьбы были уничтожены те классы, которые были инициаторами данного развлечения. Поэтому бал, устроенный Буллитом в ходе Весеннего фестиваля, дал уникальный материал для романа Михаила Булгакова. Сараскина утверждает, что сам фестиваль был приурочен к годовщине признания Советского Союза Соединёнными Штатами Америки. В романе бал стал кульминацией развития сюжета — героиня отказалась от своей человеческой природы, добровольно подверглась сатанинскому ритуалу («дала омыть себя человеческой кровью», «хлебнула крови убитого при ней человека из чаши Сатаны») и сознательно отдала свою жизнь Сатане ради своего возлюбленного.

## Историография Фестиваля весны

### Отечественная и зарубежная историография
Доктор философии по славянской филологии и кандидат психологических наук Александр Эткинд посвятил Весеннему фестивалю апреля 1935 года как прототипу «Великого Бала у Сатаны» главы в двух своих книгах — «Эрос невозможного. История психоанализа в России» (1994) и «Мир мог быть другим. Уильям Буллит в попытках изменить XX век» (2015), а также во втором издании книги «Толкование путешествий: Россия и Америка в травелогах и интертекстах» (2022). Доктор философии Шон Гиллори в опубликованной в журнале «Bookforum» рецензии на книгу воспоминаний американского посла в России Майкла Макфола и монографию Александра Эткинда о судьбе Уильяма Буллита в английском переводе анализирует частную и светскую жизнь американских дипломатов в Москве в 1930-е годы и особо выделяет вечеринку, состоявшуюся 24 апреля. Исследователь обращает внимание на термин, используемый Эткиндом в применении к деятельности Буллита в столице СССР, — «театр дипломатии». Сам Гиллори охарактеризовал жизнь посольства в это время как «дипломатический Диснейленд, когда коллективизация, голод и террор поглотили жизни миллионов советских людей».
Доктор филологических наук Алексей Варламов в биографии Булгакова, вышедшей в 2008 году в серии «Жизнь замечательных людей», как и Эткинд, осторожен в оценке влияния Весеннего фестиваля на роман писателя — он признал праздник только «апогеем» встреч Булгакова с сотрудниками американского посольства.
Один из создателей Булгаковского дома в Москве, булгаковед Леонид Паршин привлёк к исследованию событий на фестивале в своей книге «Чертовщина в Американском посольстве в Москве, или 13 загадок Михаила Булгакова» (1991) статьи в американской прессе (например, статью дипломата и журналиста Питера Скотта Бриджеса «Спасо-хаус», опубликованную в «The Foreign Service Journal» в 1964 году) и запрошенные им письменные свидетельства современников фестиваля. В частности, он обратился к послу США в СССР в 1952—1953 годах Джорджу Кеннану, в 1935 году также находившемуся в Москве, но в качестве первого секретаря посольства, с просьбой сообщить известную ему информацию о празднике. «Сам я не присутствовал на нём (был в это время болен), но присутствовали некоторые хорошие мои друзья… Мне рассказывали, что для этого самого бала был собран — ради потехи — целый зоопарк разных птиц и зверей, включая медведя, и очень вероятно, что среди них были и попугаи. Нужно добавить, что это был единственный этого рода бал в Москве в эти годы. Ничего подобного никогда не повторялось», — в ответ написал Кеннан.
Современный российский литературовед Борис Соколов посвятил проблеме соотношения Бала Сатаны в романе Булгакова и Весеннего фестиваля в Спасо-хаусе фрагмент в разделе «Великий бал у сатаны: шествие великих злодеев» в изданной в 2008 году книге «Михаил Булгаков: загадки творчества», а также практически дословно повторил эту главу под тем же названием в изданной спустя 8 лет книге «Мастер и демоны судьбы». Эта же информация была опубликована Соколовым в том же 2016 году в книге под названием «Расшифрованный Булгаков. Тайны „Мастера и Маргариты“». Гораздо раньше (в 1996 году) статья «Великий бал у Сатаны» появилась в «Булгаковской энциклопедии» Соколова.
Наличие впечатлений от праздника в резиденции американского посла в Бале Сатаны было отмечено доктором филологических наук Мариэттой Чудаковой в книгах «Последняя книга или Треугольник Воланда. С отступлениями, сокращениями, дополнениями» (2013) и «Жизнеописание Михаила Булгакова» (2023), а также авторами книги «Роман М. Булгакова „Мастер и Маргарита“. Комментарий». Эту же мысль проводила в своём докладе «„Великий бал у сатаны“ в романе „Мастер и Маргарита“ и американское посольство в Москве: историко-литературоведческий анализ» кандидат исторических наук Вера Райкова.
Фестивалю весны в Спасо-хаусе уделил место в анализе роли Уильяма Буллита в общем контексте развития отношений между двумя странами доктор философии по истории Майкл Казелла-Блэкберн в книге «Осёл, морковка и дубинка: Уильям К. Буллит и советско-американские отношения, 1917—1948 гг.» (2004).
Отдельные аспекты роли Фестиваля весны в развитии советско-американских отношений и его возможного влияния на ход работы Михаила Булгакова над романом «Мастер и Маргарита» затрагиваются в книге Людмилы Сараскиной «Литературная классика в соблазне экранизаций. Столетие перевоплощений» (2018), в книге Елизаветы Яновской «Последняя книга, или Треугольник Воланда» (2013), в статье Павла Спиваковского «Кровь барона в „Мастере и Маргарите“ (булгаковский роман как „антисоветское“ произведение)» (2020).
Бывший советник американского правительства, доктор философии, специализирующийся в своих исследованиях на проблемах международных отношений, Пол М. Коул в первом томе своей двухтомной монографии 2018 года «Отчётность POW / MIA» подробно описывает приём 24 апреля 1935 года, опираясь на воспоминания Чарльза Тейера. Вывод, который он делает в заключение: «Метание шампанского и икры в русского леопарда не изменило его пятен» (англ. «Throwing champagne and caviar at the Russian leopard didn’t change its spots»).
Французский политолог, старший научный сотрудник Центра социальной истории XX века Парижского университета Патрик Вайль в книге «Безумец в Белом доме: Зигмунд Фрейд, посол Буллит и утраченная психобиография Вудро Вильсона» (2023) привлёк дополнительные источники, связанные с реакцией политиков и средств массовой информации США на очевидный успех Весеннего фестиваля в Москве. По мнению Вайля, одной из целей вечеринки было установление дружеских личных отношений между американскими дипломатами и советскими официальными лицами. В силу ряда факторов цель эта так и не была достигнута.

## Фестиваль весны в культуре и современной политике

### Политики XXI века о приёме в Спасо-хаусе 24 апреля
29 октября 2010 года американский посол в России Джон Байерли устроил приём в «ознаменование 75-й годовщины бала в Спасо-хаусе, который вдохновил Михаила Булгакова». Масштабы мероприятия, по отзывам российской прессы, были значительно более скромными: вместо живых птиц — бумажные и тряпичные, вместо «бассейна с шампанским» [организаторы и гости Фестиваля весны его не упоминают] — «маленькое настольное корытце с пенной струйкой». В отличие от бала 1935 года, когда требовались фраки или чёрные пиджаки, в этот раз гости были оповещены, что желательна военная форма или одежда в стиле 1930-х. Среди гостей на приёме были замечены банкир Пётр Авен, политолог Глеб Павловский, теле- и радиоведущая Юлия Латынина, её отец, литератор Леонид Латынин, театральные режиссёры, народные артисты Российской Федерации Светлана Врагова и Михаил Левитин. Гости оставили без внимания просьбу организаторов об одежде. В маршальском мундире 1930-х годов на балу присутствовал только американский миллиардер российского происхождения Леонид Блаватник.
Официальный сайт Посольства США в Москве в рубрике «75-летие Спасо Хауса: краткая история» пересказывает некоторые эпизоды проведения Весеннего фестиваля и так оценивает значение подобных торжественных приёмов в развитии советско-американских отношений: «Такие события, как „Весенний фестиваль“, внесли неоценимый вклад в развитие личных отношений между американскими дипломатами и их советскими партнёрами. Посол Буллит использовал приёмы в Спасо-Хаусе как средство развития связей с советскими официальными лицами (особенно с военными), не являющимися сотрудниками Народного комиссариата иностранных дел, поскольку он полагал, что нарком Литвинов настроен враждебно по отношению к американским интересам».
Консервативный французский политик, один из лидеров и основателей аналитического центра «Перекрёсток часов» Иван Бло, рассуждая в книге «Россия Путина» о романе Михаила Булгакова, утверждал, что мир нечистой силы в «Мастере и Маргарите» представляет «современный и рациональный мир, основанный на праве». Он манит человека чудесами техники, предлагает ему деньги и использует чувства, чтобы породить хаос. Коровьев, по его мнению, олицетворяет финансы, Гелла — поп-культуру, Кот Бегемот — американскую армию. Воланд же, печатая деньги и акции, представляясь как эксперт, способный исправить мир, «напоминает лицемерного и щедрого дядю Сэма». В подтверждение этого сопоставления Бло пишет, что в основе описанного в романе бала нечистой силы лежит экстравагантный приём 24 апреля 1935 года в резиденции американского посла в Москве.
Ряд российских средств массовой информации, в частности сетевое издание «Life» и газета «Комсомольская правда», в мае 2024 года разместили сообщение, что официальный представитель Министерства иностранных дел Российской Федерации, кандидат исторических наук Мария Захарова выразила своё отношение к высказыванию посла США в Российской Федерации Линн Трейси после посещения Музея Михаила Афанасьевича Булгакова в Москве. Находясь в вестибюле своей резиденции, посол заявила: «Когда гости приходят в Спасо-хаус, одной из первых они видят эту великолепную лестницу, которая, по мнению многих, стала для Булгакова источником вдохновения для сцены „Весеннего бала полнолуния“… Посол Буллит понимал то, что верно и сейчас: Спасо-хаус — это место, где американцы и россияне могут встречаться, где мы вместе чтим русскую культуру, учимся лучше понимать друг друга и надеемся на лучшее будущее, поддерживая эти контакты между двумя народами». Захарова отметила, что эту сцену в России называют «Балом у сатаны» и Булгаков в действительности написал «сцену адского шабаша с натуры» под впечатлением от бала 23 апреля, но «антураж лестницы, швейцарской и камина Булгаков описывает как портал в преисподнюю». Также она назвала приём в Спасо-хаусе инфернальным балаганом и мракобесной вечеринкой со зверями и козлами, противопоставив его празднику Пасхи — подлинному празднику весны.
Издание «Life» также утверждало, что Захарова предложила разместить данную информацию в учебниках для средней общеобразовательной школы и для вузов. Она также рассказала, что во времена её молодости бал и Воланда ошибочно соотносили с реалиями СССР, но в действительности это было описание впечатлений именно от праздника в резиденции посла США. Полная аудиозапись выступления Захаровой была размещена на Радио Sputnik.

### Средства массовой информации и публицистика о Фестивале весны
Доктор юридических наук Лев Симкин, специализирующийся в своих книгах для широкой аудитории на исторических расследованиях, в книге «Великий обман. Чужестранцы в стране большевиков» (2022) описывает приём в Спасо-хаусе в главе «Красный барон». Член Союза писателей России, директор Санкт-Петербургского «Дома писателя» Владимир Малышев посвятил событиям 23 апреля 1935 года главу «Приём в Спасо-Хаусе» в книге «Мифы и загадки нашей истории» (2015). Особый акцент делает автор на разнузданности и беспечности веселья — в резиденции американского посла «пили и плясали все вместе — и палачи, и их будущие жертвы».
В российской прессе неоднократно были опубликованы статьи, посвящённые подготовке и проведению Фестиваля весны. Иногда в них присутствуют факты, которые не были отмечены основными источниками, используемыми исследователями для реконструкции происходившего на приёме. Газета «Аргументы и факты» в статье «Спасо-Хаус. Как особняк „русского Моргана“ стал „Америкой на Арбате“» (2017) об истории размещения резиденции американского посла в особняке Второва достаточно подробно описывает проведение Фестиваля весны. При этом упоминаются не отмеченные в воспоминаниях Уайли, Тейера и Булгаковой некие «фонтаны из шампанского и вина». Журнал «Salon-interior» упоминает «изобилие экзотической еды» на Весеннем фестивале, снова не отмеченное никем из авторов воспоминаний о приёме в Спасо-хаусе. Российское общественно-политическое интернет-издание «Газета.Ru» в 2018 году опубликовало статью Александры Баландиной «„Медведи в икре“: бал у Сатаны в американском посольстве». В ней описывается процесс подготовки к проведению и сам фестиваль. Упоминается, в частности, что Уильям Буллит вместе с американским писателем Фрэнсисом Скоттом Фицджеральдом организовывал «вечеринки в стиле „Великий Гэтсби“» во Франции.
Статья «Козы, птицы и блюющий медведь: Как тусовались в американском посольстве в 1935 году», посвящённая приёму апреля 1935 года, появилась в декабре 2022 года на английском языке на сайте российского мультимедийного проекта АНО «ТВ-Новости» «Russia Beyond».
Специалист по светским мероприятиям и коллекционер Сюзетт Филд в книге «Любопытное приглашение: сорок величайших вечеринок в художественной литературе» (2013) целую главу посвятила анализу Великого бала Воланда. Образцом этого бала автор назвала Весенний праздник в Спасо-Хаусе. Филд отметила в заключение, что поскольку «советские пропагандисты уже демонизировали Америку, вечеринка декаданса и излишеств Буллита не принесла никакой пользы для репутации его страны». Преподаватель журналистики в Бостонском университете Питер Рэнд в книге «Заговор одиночки: тайный заговор Тайлера Кента против Франклина Делано Рузвельта, Черчилля и военных усилий союзников» (2013) писал, что роль Чарльза Тейера (с полного одобрения Уильяма Буллита) в посольстве сводилась к тому, чтобы организовывать развлечения в Спасо-хаусе, и в качестве иллюстрации к этому выводу достаточно подробно описывает две организованные им вечеринки — празднование Рождества и Весенний фестиваль. Рой Петерсон служил помощником военного атташе в Москве в разгар холодной войны с 1983 по 1985 год. В его документально-приключенческом романе «Железный значок», вышедшем в 2011 году, содержится описание истории Спасо-хауса, его передачи американскому дипломатическому представительству, его внешнего вида и интерьера, а также вечеринки 24 апреля 1935 года, упоминаются очевидцы, оставившие о ней воспоминания (Чарльз Тейер, Ирена Уайтли и Елена Булгакова).
Подробное описание событий, происходивших 24 апреля 1935 года в личной резиденции Уильяма Буллита, содержится в книге «„Спасо-Хаус“. Люди и встречи: записки жены американского посла» (2004) профессионального фотографа и по совместительству супруги посла США в СССР в 1987—1991 годах Джека Ф. Мэтлока Ребекки Мэтлок. Низкую оценку Мэтлок даёт Чарльзу Тейеру: «предприимчивый молодой американец, которого взяли на работу в качестве подсобной рабочей силы». Несколько раз автор книги допустила ошибку, относя Весенний фестиваль к 1934, а не к 1935 году. Неправильно цитирует Мэтлок и послание Буллита Рузвельту от 1 мая 1935 года. Она утверждает, что в письме написано: «к завтраку оставалось ещё двадцать гостей и он прошёл очень успешно, так один из них даже напился!». В действительности в оригинальном тексте после «ещё около двадцати осталось к завтраку в восемь» стоит многоточие, а фраза про пьянство расположена в письме выше и выражена в отрицательной форме: «никто не [был] пьян».
Книга супруги американского посла в Российской Федерации в 1997—2001 годах Джеймса Франклина Коллинза, доктора философии Наоми Ф. Коллинз «Сквозь тёмные дни и Белые ночи: Четыре десятилетия наблюдения за меняющейся Россией» (2007) — рассказ очевидца о России с середины 1960-х, когда она была аспиранткой Московского государственного университета, до начала XXI века. Книга представляет собой собрание размышлений и впечатлений американки, жившей в Москве в столь различные эпохи. В одном из эпизодов Наоми Коллинз, находясь в Спасо-хаусе, вспоминает события Весеннего фестиваля и размышляет: «насколько невообразимым было бы подобное представление сегодня! (Представьте заголовки из отчета Генерального инспектора, опубликованного „The Washington Post“…)».